# دولة أسيرة
دولة أسيرة (بالإنجليزية: Captive State)‏،فيلم خيال علمي قادم من إخراج روبرت ويات وكتابة ويات وإريكا بيني.الفيلم من بطولة جون غودمان،فيرا فارميغاو أشتون ساندرز.
من المقرر عرض الفيلم يوم 29 مارس 2019.

## ملخص الفيلم
تدور الأحداث بالمستقبل، حيث يتم احتلال حي شيكاغو قرابة عقد من الزمن مِن قِبَل قوى فضائية خارجية.. ويستعرض الفيلم حياة كلا جانبي الصراع؛ المتعاونين والمنشقين.

## طاقم العمل
- جون غودمان
- فيرا فارميغا
- أشتون ساندرز بدور غابريال
- كيفن دان بدور مأمور الشرطة إيجور
- مادلين بروير بدور رولا
- كيفين ج. أوكونور بدور كيرموند
- ألان راك بدور ريتن هاوس
- ماشين غان كيلي بدور جورغيس

## روابط خارجية
- دولة أسيرة على موقع IMDb (الإنجليزية)
- دولة أسيرة على موقع ميتاكريتيك (الإنجليزية)
- دولة أسيرة على موقع روتن توميتوز (الإنجليزية)
- دولة أسيرة على موقع قاعدة بيانات الأفلام العربية
- دولة أسيرة على موقع ألو سيني (الفرنسية)
- دولة أسيرة على موقع Turner Classic Movies (الإنجليزية)
- دولة أسيرة على موقع أول موفي (الإنجليزية)
- دولة أسيرة على موقع بوكس أوفيس موجو (الإنجليزية)
- دولة أسيرة على موقع فيلمافينيتي (الإسبانية)
- دولة أسيرة على موقع قاعدة بيانات الفيلم (الإنجليزية)